# Louise Michel
Louise Michel (Croncourt-la-Côte, 1830. május 29. – Marseille, 1905. január 9.) pedagógus, író, anarchista aktivista, feminista gondolkodású francia szabadkőműves, valamint a Párizsi Kommün egyik meghatározó alakja, aki csatlakozott a francia nemzeti gárdához. A Párizsi Kommünben részt vevő nők közül az egyik leghíresebb.
Az oktatás helyzete miatti aggodalmában előbb tanárként működött, majd 1856-ban Párizsba költözött, ahol fontos irodalmi, pedagógiai és politikai tevékenységet fejtett ki, valamint az 1860-as években barátságba került több blanquista forradalmárral.
1871-ben aktív szerepet vállalt a Párizsi Kommün eseményeiben, úgy az első soraiban, mint annak támogatójaként. A kommün bukása után, 1871 májusában feladta magát, hogy a hatóságok szabadon engedjék édesanyját, majd deportálták tengerentúli Új-Kaledóniába, ahol anarchistává vált. 1880-ban tért vissza a Franciaországba, ahol számos tüntetést és összejövetelt szervezett a munkásság érdekében. Továbbra is megfigyelte a rendőrség, és több alkalommal bebörtönözték, ám folytatta a harcias politizálást egész Franciaországban, egészen 74 éves korában, Marseilleben bekövetkezett haláláig. 
A francia kollektív emlékezetben forradalmi és anarchista vezetőként maradt meg. Először lobogtatta az anarchista szimbólumnak számító fekete zászlót és népszerűsítette azt a libertárius mozgalomban.

## Emlékezete
Egy metróállomás viseli nevét Franciaországban, a párizsi agglomeráció Levallois-Perret településén, a párizsi metró 3-as vonalán. (Louise Michel metróállomás).

## Fordítás
- Ez a szócikk részben vagy egészben  a   Louise Michel című francia Wikipédia-szócikk ezen változatának fordításán alapul.  Az eredeti cikk szerkesztőit annak laptörténete sorolja fel. Ez a jelzés csupán a megfogalmazás eredetét és a szerzői jogokat jelzi, nem szolgál a cikkben szereplő információk forrásmegjelöléseként.